# Boletim Oficial da Guiné-Bissau
O Boletim Oficial da Guiné-Bissau é um jornal competente para divulgar a literatura dos atos do Governo da Guiné-Bissau.

## História
Originalmente foi criado em 1880 e, após a independência, foi denominado oficialmente como Boletim Oficial da República da Guiné-Bissau, em 1975.

### Portugal
Diário da República

### Brasil
- Diário Oficial da União
- Diário da Justiça

### Estados Unidos
- Federal Register

### Vaticano
Acta Apostolicae Sedis

### São Tomé e Príncipe
- Diário da Justiça (São Tomé e Príncipe)

### Timor-Leste
- Jornal da República (Timor Leste)

### Internacional
- Boletim Oficial do Mercosul
- Jornal Oficial da União Europeia